# کارآموز قدیمی
کارآموز قدیمی (کره‌ای: 꼰대인턴) یک مجموعه تلویزیونی محصول کره جنوبی سال ۲۰۲۰ با بازی پارک هه جین و کیم اونگ سو است. این مجموعه از ۲۰ مه تا ۱ ژوئیه ۲۰۲۰، روزهای چهارشنبه و پنجشنبه ساعت ۲۱:۰۰ (کی‌اس‌تی) از ام‌بی‌سی پخش شد.

## بازیگران

### اصلی
- پارک هه جین در نقش کا یول چان[۵]
- کیم اونگ سو در نقش لی مان شیک[۶]

### مکمل
- هان جی اون در نقش لی ته ری[۷]
- پارک کی وونگ در نقش نام‌گونگ جون سو[۸]
- پارک آه این در نقش تاک جونگ اون[۹]
- نو جونگ هیون در نقش جو یون سو[۱۰]
- گو گون هان در نقش اوه دونگ گون[۱۱]
- کیم هیون موک در نقش پارک چول مین
- هونگ سونگ بوم در نقش کیم سونگ جین
- کیم سون یونگ در نقش کو جا سوک
- سون جونگ هاک در نقش آن سانگ جونگ
- کو این بوم در نقش نام‌گونگ پیو
- کیم کی چون در نقش اوم هان گیل
- مون سوک در نقش اوک کیونگ
- جانگ سونگ کیو در نقش پارک بوم جون